# Base antarctique Mirny
Pour les articles homonymes, voir Mirny.

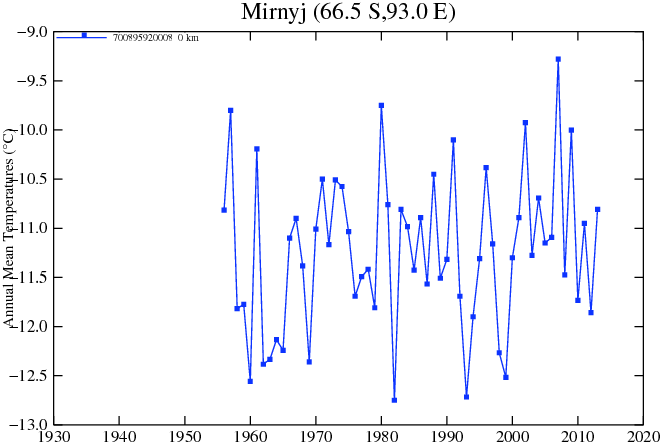
Graphique climat de 1956-2014 températures moyennes de l'air à la station Mirny.

Mirny est une base scientifique russe située en Antarctique sur la mer de Davis. Elle a été ouverte en 1956 et peut accueillir près de 170 personnes. Ses domaines d'activités scientifiques principaux sont la glaciologie, la sismologie et la météorologie ainsi que l'observation des aurores australes, des rayons cosmiques et de la biologie marine.